# یواس‌اس کلیفتون (آی‌ایکس-۱۸۴)
یواس‌اس کلیفتون (آی‌ایکس-۱۸۴) (به انگلیسی: USS Clifton (IX-184)) یک کشتی با طول ۴۵۳ فوت (۱۳۸ متر) بود که در سال ۱۹۱۳ ساخته شد.